# Anton Reichenow

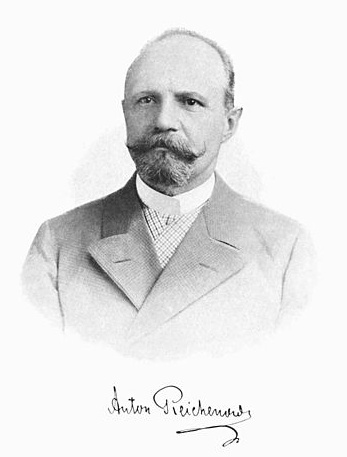
Anton Reichenow

Anton Reichenow (ur. 1 sierpnia 1847 w Charlottenburgu, zm. 6 lipca 1941 w Hamburgu) – niemiecki ornitolog.

## Życiorys
Był zięciem Jeana Cabanisa, innego niemieckiego ornitologa. Pracował w muzeum Humboldta od 1874 do 1921. Był specjalistą od ptaków afrykańskich, odbył ekspedycję do zachodniej Afryki od 1872 do 1873. Kilka gatunków ptaków zostało nazwanych jego nazwiskiem, jak na przykład zwyczajowe nazwy dzięciolika plamkowanego (Campethera scriptoricauda) oraz amarantki czadyjskiej (Lagonosticta umbrinodorsalis). Stworzył własny system klasyfikacji gatunków ptaków, który jednak nie został przyjęty przez innych ornitologów. Zajmował się również herpetologią.

## Publikacje
- Die Negervölker in Kamerun (Berlin, 1873);
- Vogelbilder aus fernen Zonen - Abbildungen und Beschreibungen der Papageien (Wydawnictwo von Theodor Fischer, Kassel, 1878-1883);
- Die deutsche Kolonie Kamerun (Berlin, 1884);
- Die Vogelwelt von Kamerun (1890-1892);
- Die Vogelfauna der Umgegend von Bismarckburg (1893);
- Die Vögel Deutsch-Ostafrikas (Berlin, 1894);
- Vögel des Weltmeeres (1908);
- Die Vögelfauna des mittelafrikanischen Seengebiets (Lipsk, 1911);
- Die ornithologischen Sammlungen der zoologischbotanischen Kamerunexpedition (Berlin, 1911);
- Die Kennzeichen der Vögel Deutschlands (Wydawnictwo Neumann, 1902);
- Die Vögel. Handbuch der systematischen Ornithologie (Stuttgart, 1913).